# Freaks, Faggots, Drunks and Junkies
Freaks, Faggots, Drunks and Junkies — пятый студийный альбом Джи-Джи Аллина, записанный с участием коллектива Bulge. Данный альбом был издан лейблом Homestead Records в 1988 году.

## Тематика песен
Лирика затрагивает табуированные темы. Аллин неожиданно перескакивает от разговоров о наркотических веществах, насилии и мочеиспускании к разговорам о парафилиях: унижение, изнасилование, педофилия и «анти-социальная мастурбация».

## Отзывы критиков
Альбом получил положительные отзывы. Команда Ultimate Guitar присудила данному релизу 7.9 баллов из 10, отметив: «Это, наверное, самый известный альбом позднего творчества Джи-Джи».
Стив Хьюи из AllMusic присудил данному релизу 4 с половиной звезды из 5, однако раскритиковав смысл и посыл творчества Аллина: «Таких песен, как „Die When You Die“, „Last in Line for the Gang Bang“, „Young Little Meat“, „Suck My Ass It Smells“ и хита „Outlaw Scumfuc“ достаточно, чтобы подорвать чью-либо веру в человечество до самого основания. Всю музыку Аллина можно оценить, наверное, как самую худшую, которая когда-либо записывалась; это его наиболее чёткое самовыражение».

## Список композиций
Слова и музыка всех песен — написаны Джи-Джи Аллином, Джонни Иксом, Чарли Инфекцией и Эдом Линчем, за исключением отмеченных..
| №                   | Название                                                                           | Автор(ы)                  | Перевод                           | Длительность |
| ------------------- | ---------------------------------------------------------------------------------- | ------------------------- | --------------------------------- | ------------ |
| 1.                  | «My Revenge»                                                                       |                           | Моя месть                         | 0:43         |
| 2.                  | «Dope Money»                                                                       |                           | Деньги на наркоту                 | 2:46         |
| 3.                  | «Be My Fuckin Whore»                                                               |                           | Будь моей ёбаной шлюхой           | 2:40         |
| 4.                  | «Suck My Ass It Smells»                                                            |                           | Соси мой вонючий зад              | 0:27         |
| 5.                  | «Dog Shit»                                                                         |                           | Собачье дерьмо                    | 2:12         |
| 6.                  | «Wild Riding»                                                                      | Джи-Джи Аллин             | Безумные скачки                   | 5:29         |
| 7.                  | «Sleeping In My Piss»                                                              |                           | Сплю в собственной моче           | 2:06         |
| 8.                  | «Anti Social Masterbator»                                                          |                           | Анти-социальный мастурбатор       | 3:12         |
| 9.                  | «Last In Line For The Gang Bang»                                                   |                           | Последний в очереди на групповуху | 2:14         |
| 10.                 | «Die When You Die» (кавер на песню «You're Gonna Die» группы Destroy All Monsters) |                           | Умирай, когда умираешь            | 1:37         |
| 11.                 | «Commit Suicide»                                                                   |                           | Соверши самоубийство              | 1:53         |
| 12.                 | «Crash & Burn»                                                                     |                           | Уничтожен и растоптан             | 3:57         |
| 13.                 | «Outlaw Scumfuc» (кавер на песню «Longhaired Redneck» Дэвида Аллана Коу)           |                           | Преступник-подонок                | 2:24         |
| 14.                 | «Caroline & Sue»                                                                   |                           | Каролина и Сью                    | 2:34         |
| 15.                 | «Cunt Sucking Cannibal»                                                            | Джи-Джи Аллин и Скотт Рэг | Людоед, сосущий пизду             | 2:44         |
| 16.                 | «Family»                                                                           | Джи-Джи Аллин             | Семья                             | 3:02         |
| 17.                 | «Young Little Meat»                                                                | Джи-Джи Аллин             | Молоденькое мелкое мясцо          | 1:33         |
| 18.                 | «I Wanna Kill You» (кавер на песню Дэвида Пила)                                    |                           | Я хочу убить тебя                 | 3:18         |
| 19.                 | «My Bloody Mutilation»                                                             |                           | Моё кровавое увечье               | 5:03         |
| Общая длительность: | Общая длительность:                                                                | Общая длительность:       | Общая длительность:               | 49:54        |

## Участники записи
- Джи-Джи Аллин — вокал, продюсирование

Bulge
- Эд Линч — бас-гитара
- Чарли Инфекция — ударные
- Джонни Икс — электрогитара
- Марк Шихан — электрогитара (композиции: 6, 16—18)
- «Придурок» (другой псевдоним — Билл Нормал) — клавишные (12-я композиция)
- Все вышеперечисленные — продюсирование

Дополнительный персонал
- Пэт Тодд — звукоинженер